# Gemma di Saintonge
Santa Gemma di Saintonge (I secolo – II secolo) fu una martire francese.
Si tratta di una santa vergine leggendaria di origine portoghese, martirizzata in Aquitania. 
Il suo nome compare nel toponimo di alcuni comuni francesi.

## Agiografia
La raccolta sulla vita dei Santi di monsignor Guérin, Les Petits Bollandistes, le attribuisce un'origine portoghese e la fa vivere durante il primo secolo dell'era cristiana.. Ella sarebbe stata figlia di Catilius, prefetto pagano di Galizia e di Lusitania. Questi l'avrebbe destinata in sposa a un giovane signore locale, Régulus.
Quando la giovane figlia avrebbe rifiutato questo matrimonio, il padre l'avrebbe fatta incarcerare e torturare. Egli avrebbe cercato di bruciarla ma il suo corpo sarebbe resistito alle fiamme. Allora il padre l'avrebbe fatta decapitare (15 agosto 109). I suoi resti sarebbero stati trasportati in Aquitania dalle sue due sorelle Vilgefortis e Quiteria.
Ma la medesima opera presenta anche un'altra versione: ella sarebbe stata la figlia di Catilius, re di Galizia, e di Callia e avrebbe avuto per sorelle Livrada e Quitteria. Sarebbe vissuta nel IV secolo. Avrebbe ricevuto, all'insaputa dei suoi genitori, una formazione cristiana. Sollecitata a rinnegare la propria fede, sarebbe fuggita con due sorelle in Aquitania a pregare. Catilius le avrebbe denunciate al governatore dell'Aquitania che le avrebbe fatte arrestare, torturare e decapitare.
Ma si conoscono altre origini: Pierre Damien Rainguet, nella sua Biographie saintongeoise segnala l'esistenza di una Santa Gemma, vedova e martire la cui vita è raccontata nel Martyrologe universel di Claude Chastelain (1709) e nell' Histoire des principaux saints dell'abate Guillois. I martirologi di Spagna e del Portogallo la fanno nascere in una ricca famiglia pagana d'Occidente e la fanno morire nel 138 a Orense.

## Memoria e culto
Numerosi comuni in Francia portano il suo nome e numerose chiese le sono dedicate, alcune delle quali ne possiedono delle reliquie. È il caso ad esempio della chiesa di Santa Gemma a Saintonge, che avrebbe ricevuto le reliquie traslate dall'Alvernia, così come la chiesa di Sainte-Gemme nella Marna.
Santa Gemma viene celebrata, a seconda delle località, il 15 o il 16 di agosto o il 20 giugno.